# C/2013 A1
C/2013 A1 este o cometă din norul lui Oort descoperită pe 3 ianuarie 2013 de Robert H. McNaught la Observatorul Siding Spring, cu ajutorul telescopului  telescopul Schmidt Uppsala Southern de 0,50 m.
Imagini ale predescoperirii, luate de Catalina Sky Survey datând din 8 decembrie 2012 au fost rapid găsite. De atunci, au fost găsite observații din 4 octombrie 2012.
În momentul descoperirii, cometa se afla la 7,2 UA (1,08 miliarde km) de Soare și era localizată în constelația Iepurelui având magnitudinea de 18,6. La trecerea sa pe lângă Marte, magnitudinea sa aparentă ar putea atinge 8, iar imagini de înaltă definiție vor fi posibile cu ajutorul sondei Mars Reconnaissance Orbiter (MRO) acum aflată în jurul planetei Marte.
Se presupune că cometa C/2013 A1 a avut nevoie de milioane de ani pentru a ajunge din norul Oort. După ce părăsește regiunea planetară a Sistemului Solar, perioada orbitală post-perihel (epoca 2050) este estimată la aproximativ 1 milion de ani.

## Risc de impact pe planeta Marte
Din observațiile de doar 148 de zile, făcute până la 1 martie 2013, se consideră că există o mică posibilitate să asistăm la o coliziune între cometa C/2013 A1 și planeta Marte la 19 octombrie 2014. Dacă ajustarea curbei lasă să se presupună o trecere la 0,000 358 UA (adică 53.600 km) de centrul planetei Marte, există totuși o gamă de eroare încă destul de importantă în așa fel încât cometa să poată percuta Planeta Roșie, dar și să treacă la 0,00212 UA (317.000 km) de aceasta. Din faptul că C/2013 A1 este o cometă hiperbolică și are o orbită retrogradă, viteza sa relativă la trecere ar fi de 55,97 km/s. Diametrul craterului de impact ar putea atinge de zece ori diametrul nucleului cometei. Estimarea actuală a diametrului nucleului obiectului, bazată pe magnitudinea absolută a nucleului (10,3), ar putea fi de 50km; energia impactului ar fi atunci echivalentă cu 2×10¹º megatone de trinitrotoluen. Acest tip de coliziune este susceptibil să creeze un crater de 500km diametru și o adâncime de 2km. Dezintegrarea cometei Shoemaker-Levy 9 (SL9) în atmosfera planetei Jupiter în 1994 făcuse „găuri” care puteau atinge mai multe mii de kilometri diametru, ținând cont de faptul că, potrivit unor estimări, cometa SL9 nu avea decât 15km diametru. Diferența provine de la faptul că, în cazul cometei C/2013 A1, impactul ar afecta o planetă telurică și nu o planetă gazoasă uriașă.
Pe 19 octombrie 2014 cometa C/2013 A1 Siding Spring a trecut la o distanță de 138.000 km de Marte.

## Caracteristici
Cometa provine din Norul lui Oort care înconjoară, la foarte mare distanță, Sistemul nostru Solar. Ca și toate cometele ieșite din această regiune a spațiului, ea a fost, fără îndoială, pusă în mișcare de o perturbație gravitațională legată de trecerea unei stele. Cometa circulă pe o orbită hiperbolică ceea ce semnifică faptul că ea va efectua o singură trecere pe lângă Soare înainte de a scăpa definitiv din Sistemul Solar. Orbita sa are o înclinație de 129° (orbită retrogradă), iar excentricitatea orbitală de 1,0003. Cometa va trece cel mai aproape de Soare la o distanță de circa 1,4 ua. Diametrul nucleului cometei, inițial evaluat la câțiva kilometri, a fost estimat, la 19 octombrie 2014, la întâlnirea cu planeta Marte, la 700 de metri.

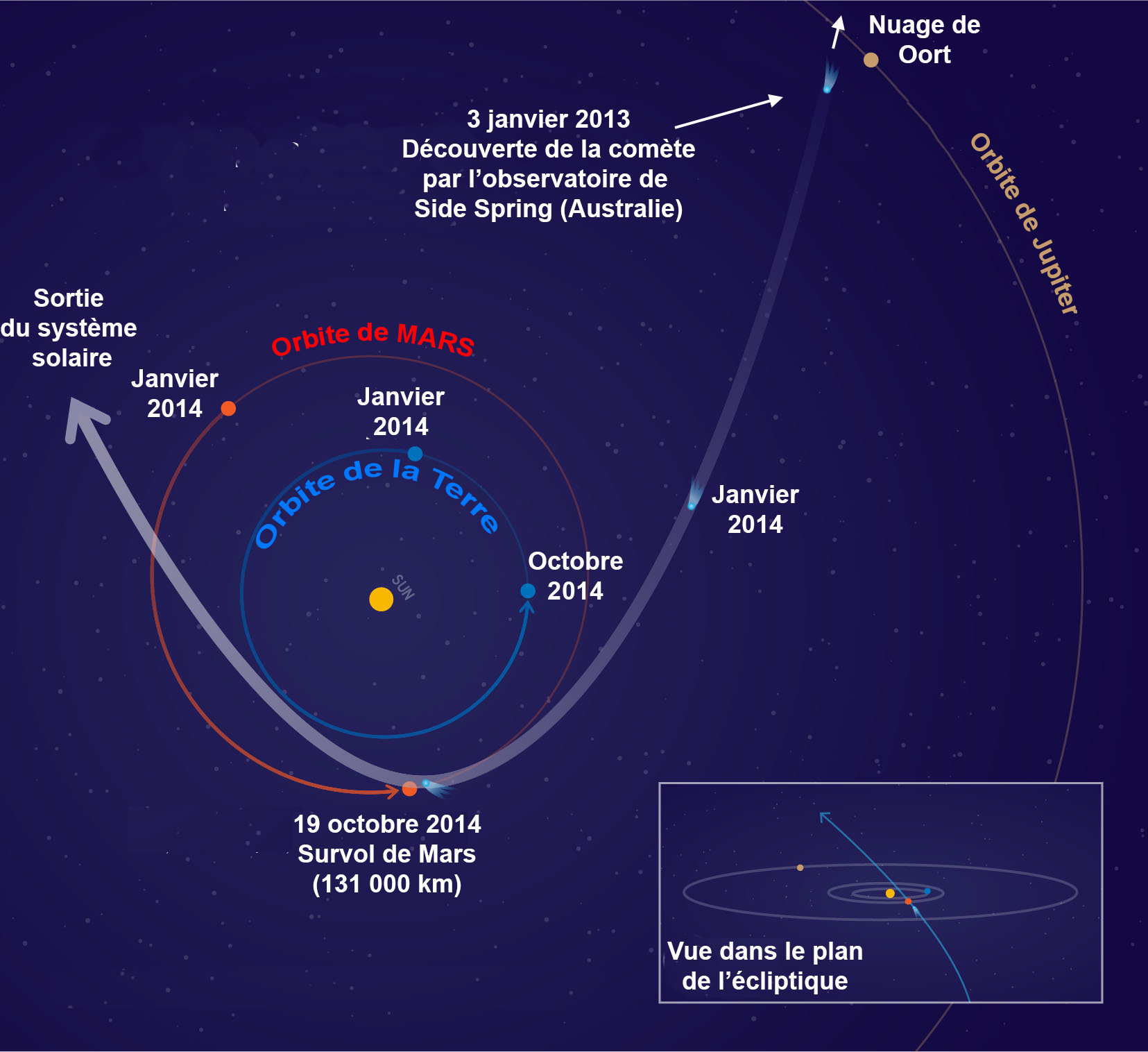
Traiectoria cometei Siding Spring în regiunea internă a Sistemului Solar.

- Orbita cometei C/2013 A1 la trecerea din 2014.

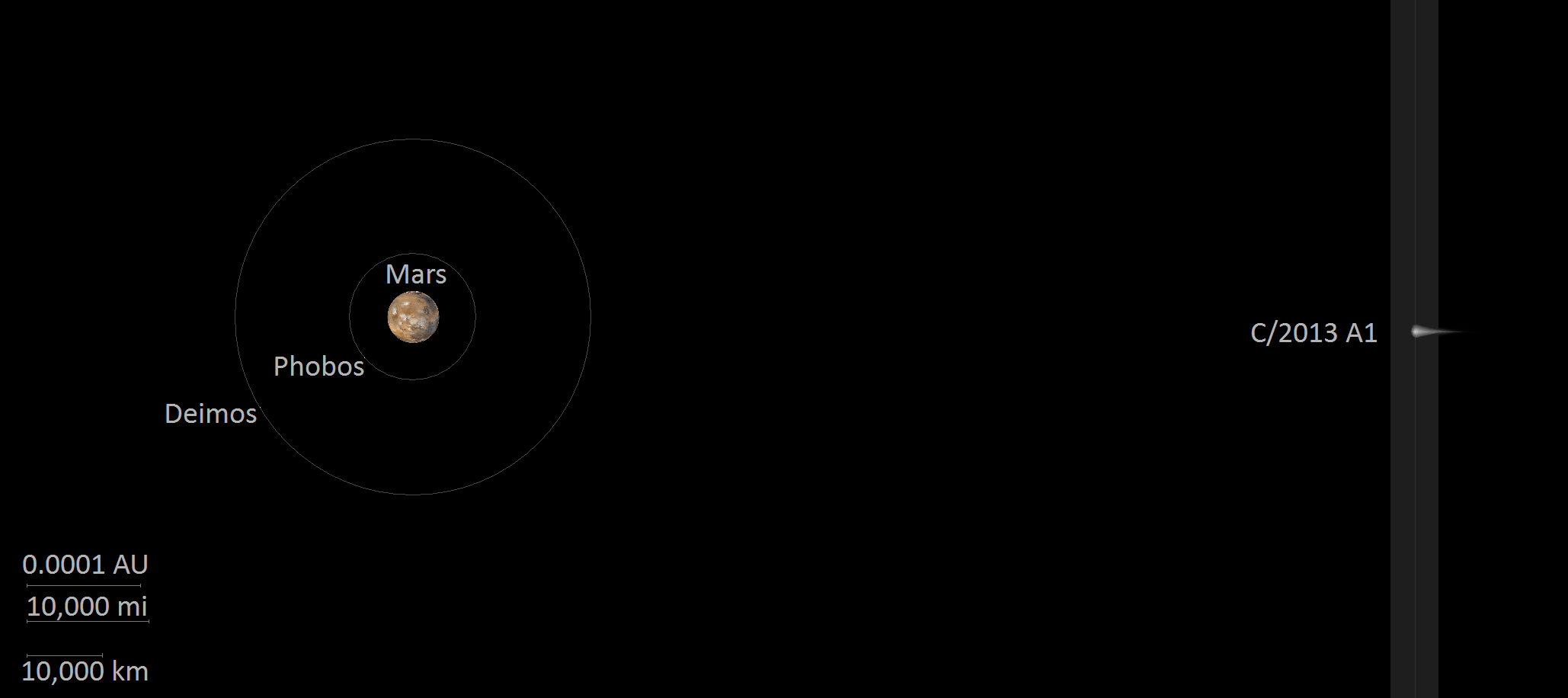
Poziția cometei C/2013 A1 în momentul trecerii sale cel mai aproape de planeta Marte

| Numărul de observații | Observația arc (în zile) | Interval de observație corespunzător | Distanța minimală (UA) | Distanța nominală (UA) | Distanța maximală (UA) |
| --------------------- | ------------------------ | ------------------------------------ | ---------------------- | ---------------------- | ---------------------- |
| -                     | 44                       | -                                    | 0                      | 0,005                  | 0,02                   |
| -                     | 58                       | -                                    | 0                      | 0,002 5                | 0,012                  |
| 134                   | 74                       | ? - 20 februarie 2013                | 0                      | 0,000 7                | 0,007 9                |
| 157                   | 148                      | 4 octombrie 2012 - 1 martie 2013     | 0                      | 0,000 358              | 0,002 12               |

### Alte observații
Observațiile făcute de pe Pâmânt nu sunt ușurate de magnitudinea aparentă relativ mică a cometei. Aceasta după ce culminase cu o valoare apropiată de 9 a descrescut puternic după aceea și la întâlnirea cu planeta Marte de la 19 octombrie trebuia să fie cam de 12. Trecerea în apropierea Soarelui, care corespunde teoretic vârfului de activitate al unei comete, are loc la 25 octombrie 2014. Observații au fost planificate înainte și după survolul lui Marte utilizând vreo zece telescoape (VLT, Lowell,...) și radiotelescoape (Nançay, Arizona) terestre cât și observatoare spațiale Hubble, Kepler, Chandra, SWIFT, ...).